# 筋萎縮性側索硬化症
筋萎縮性側索硬化症（きんいしゅくせいそくさくこうかしょう、英語: amyotrophic lateral sclerosis、略称: ALS）は、上位運動ニューロンと下位運動ニューロンの両者の細胞体が散発性・進行性に変性脱落する神経変性疾患であり、運動ニューロン疾患のひとつである。ニューロンは神経単位または神経元ともよばれ、細胞体、樹状突起および軸索から構成される。筋萎縮性側索硬化症で変性する主体はニューロンの細胞体であり、軸索と樹状突起の脱落は細胞体の変化に伴う二次的な事象である。運動ニューロンの軸索変性のみでも運動ニューロン疾患と区別ができない表現形をとるが、これはニューロパチーの一種であり、運動ニューロン疾患とはいわない。

## 疫学
日本における筋萎縮性側索硬化症の発症率は年間10万人あたり1.1～2.5人であり、有病率は10万人あたり7～11人である。そのうち家族歴があるものは約5％である。家族性ALSのうちSOD1遺伝子の異常が原因となるものが約20％を占め、次いで頻度が高いのはFUS遺伝子異常である。
2021年、日本国内における患者は約9,000人とされる。

## 病態
孤発性の筋萎縮性側索硬化症の原因は不明である。しかし孤発性の筋萎縮性側索硬化症の患者の一部に家族性の筋萎縮性側索硬化症で同定された遺伝子変異が認められている。そのため孤発性と家族性の筋萎縮性側索硬化症に共通の分子メカニズムが想定されるようになった。家族性筋萎縮性側索硬化症で同定された遺伝子群は3つのカテゴリーに分類される。それはタンパク質恒常性・品質管理に影響するもの、運動ニューロンの軸索における細胞骨格動態を障害するもの、RNAの安定性・機能・代謝を攪乱するものである。またそれ以外にグルタミン酸の興奮毒性仮説と内在性レトロウイルス仮説というものも知られている。
タンパク質恒常性・品質管理の異常
変異SOD1遺伝子変異があるとSOD1タンパク質を正しく折りたたむことができない。異常に折りたたまれたSOD1は小胞体の細胞質側表面に結合し、小胞体から異常に折りたたまれたタンパク質を分解除去する機能を担う小胞体関連分解を抑制する。また変異型SOD1はマイクログリアにスーパーオキサイドの産生を増加させる。
軸索における細胞骨格動態を障害
運動ニューロンの生存には、胞体で合成された細胞成分を軸索とシナプス末端に送る軸索輸送が重要である。変異型SOD1は発症前より順行性と逆行性輸送を障害する。DCTN1の変異は逆行性輸送を低下させる。
RNAの安定性・機能・代謝を攪乱
TDP-43は主に核内に分布するRNA結合タンパク質である。遺伝子変異は細胞内局在に変化をもたらし、核内から除かれて細胞質に凝集体として蓄積する。この局在変化はTDP-43の正常機能の喪失（loss of function）をもたらす。転写、スプライシング調節、RNA安定化などに影響が生じると考えられている。また細胞質への移動はTDP-43の線維化をもたらし新たな毒性の獲得を引き起こす（gain of function）。TDP-43の変異で考えられているRNA代への影響とタンパク質凝集による毒性の獲得は、TDP-43と同じhnRNPファミリーに属するRNA結合タンパク質であるFUS、hnRNP A1においても同じようなメカニズムが考えられている。
グルタミン酸の興奮毒性仮説
神経伝達物質であるグルタミン酸が過剰に運動ニューロンを興奮させるため神経細胞が死に至るという仮説がある。
内在性レトロウイルス仮説
ヒトの遺伝子の一部にはウイルス由来の遺伝子が組み込まれている。孤発性筋萎縮性側索硬化症が内在性に存在するレトロウイルスによって発症する仮説が提唱されている。

## 病理
孤発性の筋萎縮性側索硬化症の臨床像と関係する病理所見は上位運動ニューロン（運動野皮質神経細胞）と下位運動ニューロン（脳幹運動神経核、脊髄前角神経細胞）の変性と脱落と下位運動ニューロン支配筋の萎縮である。家族性の筋萎縮性側索硬化症には孤発性の筋萎縮性側索硬化症と同様の病理所見を示すものと脊髄前角、側索に加え後索に変性を認める後索型筋萎縮性側索硬化症もある。

### 肉眼所見
大脳の萎縮はなく中心前回の萎縮も通常はみられない。ただし、中心前回の変性が高度の場合には、その萎縮と断面での中心前回皮質の萎縮と薄茶の変色、そして錐体路の変性が認められる。正常脊髄根の白色は髄鞘の色である。軸索が消失すると髄鞘も崩壊し白さが失われる。これは頸髄前根で最も明瞭である。脊髄のセミマクロ所見として前角大型運動ニューロンの脱落、前角が背腹方向に萎縮して、その外側角が先鋭になる。錐体側索路・前索路は淡明化する。また錐体路以外の前索・側索部も淡明化する。

### 組織所見
孤発性の筋萎縮性側索硬化症の細胞病理像は運動ニューロンが変性・消失する過程と異常構造物の出現に分けられる。

#### 下位運動ニューロン病変

##### 下位運動ニューロンの変性・消失する過程
残存ニューロンは正常下位運動ニューロン像の他に、ニッスル小体中心崩壊、細胞体と樹状突起の萎縮、核の偏在、萎縮した細胞質の赤染、リポフスチンによる細胞体占拠、核萎縮と濃縮など、種々の細胞病理を示す。ゴルジ装置抗体（MG-160抗体）免疫染色では、残存ニューロンの多くがゴルジ装置の断片化を呈している。筋萎縮性側索硬化症における運動ニューロン死はアポトーシスによるとの考えが提唱されたが異論もある。一般に筋萎縮性側索硬化症、パーキンソン病、アルツハイマー病などの神経変性疾患ではアポトーシスの組織学的所見と考えられているアポトーシス小体は認められない。

##### 下位運動ニューロンの異常構造物

###### 封入体
下位運動ニューロン（前角細胞）の残存ニューロンの封入体としてはブニナ小体とTDP-43陽性封入体が知られている。ブニナ小体は好酸性の微少な細胞質内封入体で筋萎縮性側索硬化症に特異的である。構成蛋白や由来は不明である。超微形態的には限界膜がなく、電子密度の高い顆粒が密に集簇した構造で、周辺には壊れた膜構造が付着している。内部にしばしば空隙を有し、神経細糸を含んでいることもまれでない。TDP-43陽性封入体には円形の球状硝子様封入体と線状のスケイン様封入体があり両者ともユビキチン化されている。円形封入体の内部は通常不規則な網目状を呈し、周辺は空胞で囲まれている。超微形態的には異常な太い繊維と神経細糸様の繊維との混交である。スケイン様封入体は太い線維の束であり、限界膜はない。これは、しばしば二重膜を有する小胞で囲まれており、ライソゾーム系で処理されることが推測される。スケイン様封入体は運動ニューロン疾患以外に、進行性核上性麻痺や大脳皮質基底核変性症、ピック病、老人脳などでも線条体で高頻度に認められる。

###### スフェロイド
下位運動ニューロン軸索近位部に神経細糸が貯留して類球形に腫大した構造であり、軸索流の障害を示唆している。早期に死亡した症例で多くみられる。

#### 上位運動ニューロン病変
錐体路の変性がしばしば認められる。軸索脱落が軽微な場合は淡明化がとらえにくいため、鍍銀軸索染色で確認する必要がある。中心前回では、ベッツ細胞の変性・萎縮とその消失跡へのマクロファージの集簇が認められる。
認知症を伴う筋萎縮性側索硬化症では非運動ニューロン病変が認められる。前頭側頭葉変性を呈するが萎縮の程度は様々である。組織学的には、皮質表層の不明瞭な海綿状変化を呈し、側頭葉極内側面皮質の変性と海馬吻側のCA1-支脚移行部の限局性神経細胞脱落は認知症を伴う筋萎縮性側索硬化症の特徴である。これは初期変化の可能性が高い。扁桃体の変性も認められる。脳の広範な領域のニューロンとグリアにTDP-43封入体が出現する。海馬顆粒細胞層や大脳皮質の神経細胞内にTDP-43封入体は認められる。黒質にもレビー小体の出現を伴わない明らかな変性がみられる。

## 分類
筋萎縮性側索硬化症の病型は非常に多彩である。比較的急速に全身へ波及する古典型と進行性球麻痺型が中核であり、これは診断基準を満たしやすい。病型によって予後も異なり、病型によっては診断基準を満たさないため注意が必要である。
上位ニューロン徴候も下位ニューロン徴候も認められるもの
このカテゴリーが筋萎縮性側索硬化症の中核であり古典型と進行性球麻痺型が該当する。古典型は上位・下位運動ニューロン徴候が四肢・体幹・脳神経領域に進展していくものである。典型例では一側上肢遠位の筋萎縮で気づかれ、筋力低下・筋萎縮が同側近位および対側遠位へ進展すると同時に、下肢・頸部・下部脳神経領域へと波及する。線維束性収縮と筋の有痛性攣縮もしばしば伴う。進行性球麻痺型は球麻痺・偽性球麻痺による嚥下障害や構音障害で始まり、頸筋・肩甲帯筋へと進展することが多いが上下肢の筋萎縮・筋力低下に波及するのは遅れるため、初期には運動能力は保たれるという点で臨床像が古典型と異なることに特徴がある。古典型も進行性球麻痺型も発症が四肢あるいは脳神経領域によるかの違いで中年以降に孤発性に発症し、上位および下位運動ニューロン障害による徴候のみを呈し、筋萎縮性側索硬化症の一般的な診断基準を満たす。終末像としては四肢麻痺、球麻痺、呼吸筋麻痺に至り、病理学的にブニナ小体とTDP-43陽性封入体を認める。進行性球麻痺型の方が古典型より発症年齢が高く、予後も悪い。
上位運動ニューロン徴候を欠くもの
臨床症状で上位運動ニューロン徴候を欠くものを進行性筋萎縮症（progressive muscular atrophy、PMA）という。進行性筋萎縮症の中で両上肢に限局するものはflail arm型、両下肢に限局するものはflail leg型と呼ばれる。また一肢に限局するもの（単肢型）もある。flail arm型は両上肢近位部および肩甲帯（棘上筋、棘下筋、三角筋）から発症し、1年以上の障害部位が進展しない例である。flail leg型は両下肢の遠位部から発症し、1年以上の障害部位が進展しない例である。進行性筋萎縮症は上位ニューロン徴候が認められないため筋萎縮性側索硬化症の診断基準は満たさない。しかし進行性筋萎縮症と診断後に上位ニューロン徴候を示す例があること、死亡時まで上位ニューロン徴候を示さなかった例の85％に病理学的に上位ニューロン変性の病理所見が得られたという報告がある。そのため進行性筋萎縮症は筋萎縮性側索硬化症の亜型と考えられている。
また進行性筋萎縮症に脊髄性筋萎縮症（spinal muscular atrophy、SMA） type Ⅳや多巣性運動ニューロパチーが含まれる。SMA1遺伝子変異を有する成人発症のSMAの多くは35歳以下の発症で、家族歴を有し、左右対称性に下肢近位筋優位の脱力で発症する。球脊髄性筋萎縮症では血液検査でクレアチンキナーゼ(CK)高値、クレアチニン(Cre)低値が認められる。神経伝導検査でCMAPの軽度低下に比較して腓腹神経でのSNAPの低下や誘発不能など感覚神経障害が高率に認められる。多巣性運動ニューロパチーは筋力低下の割に筋萎縮が軽度で神経伝導検査で伝導ブロックが認められる。
下位運動ニューロン徴候を欠くもの
臨床症状で上位運動ニューロン徴候を欠くものを上位運動ニューロン型または錐体路型という。上位運動ニューロン型では、下肢の痙縮が強く痙性対麻痺の臨床像をとることが多い。経過が緩徐な場合は原発性側索硬化症という臨床診断になることもある。臨床診断で原発性側索硬化症と診断されている例でも病理検索を行うと下位運動ニューロン障害が全くない例は稀である。脊髄前角細胞にブニナ小体やユビキチン陽性封入体が認められ、病理学的には筋萎縮性側索硬化症と考えられる例もある。原発性側索硬化症と臨床診断される例は筋萎縮性側索硬化症や遺伝性痙性対麻痺などが含まれていると考えられる。進行性に片側優位に運動ニューロン障害をきたす非常に稀な病像は痙性片麻痺型またはMills亜型と呼ばれる。原発性側索硬化症の亜型と考える報告や左右差のある筋萎縮性側索硬化症の病理像を呈したという報告もある。
その他
その他の亜型として認知症を伴うALS（ALS-D）と呼吸筋型が知られている。筋萎縮性側索硬化症の約半数に何らかの認知機能障害が検出されるが、臨床的に明らかな認知症がみられる症例はおよそ2割程度であり、病期の進行とともに比率が増加する。前頭葉機能の低下（行動異常や意欲の低下、言語機能の低下）が前景にたち、重度の記憶障害や見当識障害を呈する例は稀である。すなわち、HDS-RやMMSEは比較的保たれるがFABやWCSTなど前頭葉機能を検出するテストの成績が低下する。このような認知機能障害に対応する所見として前頭葉の脳血流の低下や病理変化が見いだされており、病理学的には前頭側頭葉変性症と共通した皮質病変が認められている。認知症を伴うALS（ALS-D）はALS-FTSD（Amyotrophic lateral sclerosis - frontotemporal spectrum disorder）という疾患概念で述べられることもある。
また、筋萎縮性側索硬化症の約3％で呼吸不全が初発症状となり、その多くが上肢の脱力を併発している。原因不明の拘束性換気障害の原因疾患のひとつに筋萎縮性側索硬化症があげられる。

## 症状
筋萎縮性側索硬化症の臨床症状は下位運動ニューロン症状、上位運動ニューロン症状、球麻痺症状、認知機能障害、陰性徴候が知られている。また特徴的な症状として解離性小手筋萎縮（split hand）が知られている。
解離性小手筋萎縮（split hand）
頚椎症などで尺骨神経が障害されると、尺骨神経支配（C8>Th1）である小指球筋と第一背側骨間筋は、通常一緒に障害される。筋萎縮性側索硬化症では初期の段階では短母指外転筋（正中神経支配、Th1>C8）と第一背側骨間筋の筋萎縮がみられても、小指球筋は比較的保たれることが多く、同じ尺骨神経支配でありながら第一背側骨間筋と小指球筋の筋萎縮に解離が認められる。これを解離性小手筋萎縮（split hand）という。
認知機能障害
筋萎縮性側索硬化症の約50％で経過中に人格変化、行動障害（異常）、言語障害、遂行機能障害などの前頭葉機能障害で特徴づけられる認知機能障害を併発する。認知症を伴うALS（ALS-D）はALS-FTSD（Amyotrophic lateral sclerosis - frontotemporal spectrum disorder）という疾患概念で述べられることもある。
陰性徴候
感覚障害、眼球運動障害、膀胱直腸障害、褥瘡の四大陰性徴候が有名である。その他、小脳症状、錐体外路症状、自律神経症状なども認められない。陰性徴候は筋萎縮性側索硬化症の発症早期では認められないが、末期では眼球運動障害を伴う症例がある。特に、臨床経過が速く、発症から約1.5年以内の比較的早期に人工呼吸器に至るような症例の中には、早期から眼球運動障害をはじめ感覚障害や自律神経障害を伴い、運動系を超えて広範囲の病変を呈する一群がある。これを広汎性筋萎縮性側索硬化症という。

## 検査
MRI
積極的に筋萎縮側索硬化症の診断に寄与するMRI所見は明らかになっていない。他疾患の除外のため、頭部MRIや脊髄MRIを行う。
神経伝導検査
神経伝導検査は脱髄性ニューロパチーの除外のために必須である。
針筋電図
針筋電図は下位運動ニューロン障害を鋭敏に検出するのに有用である。身体を脳幹領域、頸髄領域、胸髄領域、腰仙髄領域の4部位に分類し、脳幹領域と胸髄領域では各1筋、頸髄領域と腰仙髄領域では神経根支配と末梢神経支配の異なる各2筋を選択する。
血液検査
筋萎縮性側索硬化症でもCKがしばしば高値になるが正常値の10倍以上になるのは稀である。
髄液検査
筋萎縮性側索硬化症でも脳脊髄液蛋白上昇は認められるが100mg/dL以上になるのは稀である。
神経心理検査
ALS患者ではFTDの部分的な症状を示すことが多く、神経心理検査で評価される。ALS-FTD-Qは主介護者が質問に答える正確変化・行動異常の評価である。ALS-FTD-Q日本語版の妥当性と有効性が評価されている。認知機能障害の評価としてはMoCA-Jがしばしば用いられる。包括的な評価としてはECASが知られている。

## 診断
|                                | 脳幹                                                               | 頸髄                                          | 胸髄                           | 腰仙髄                                        |
| 下位運動ニューロン徴候         | 下位運動ニューロン徴候                                             | 下位運動ニューロン徴候                        | 下位運動ニューロン徴候         | 下位運動ニューロン徴候                        |
| ------------------------------ | ------------------------------------------------------------------ | --------------------------------------------- | ------------------------------ | --------------------------------------------- |
| 筋力低下 筋萎縮 筋繊維束性攣縮 | 下顎、顔面、口蓋 舌 喉頭                                           | 頸部 上腕、前腕 手 横隔膜                     | 背筋 腹筋                      | 背筋 腹筋 下肢                                |
| 上位運動ニューロン徴候         |                                                                    |                                               |                                |                                               |
| 反射の病的拡大 クロ－ヌス      | 下顎反射亢進 口尖らし反射 偽性球麻痺 強制泣き・笑い 病的腱反射亢進 | 腱反射亢進 Hoffmann反射 痙縮 萎縮筋腱反射保持 | 腹皮反射消失 腹筋反射消失 痙縮 | 腱反射亢進 Babinski徴候 痙縮 萎縮筋腱反射保持 |

筋萎縮性側索硬化症の診断は上位運動ニューロン徴候（腱反射亢進、痙縮、病的反射）と下位運動ニューロン徴候（筋萎縮、線維束攣縮）が多髄節にわたって認められること、症状が進行性であり、かつ初発部位から他部位への進展が認められること、類似の症状をきたす疾患の鑑別が必要である。1994年に世界神経学会は臨床所見からなる筋萎縮性側索硬化症の診断基準（El Escorial基準）を提唱した。El Escorial基準では診断確実度にグレード（definite、probable、possible、suspected）をつけ、probable以上を治療介入の基準とすることを目的とした。身体の運動支配領域を脳幹、頸髄、胸髄、腰仙髄の4領域に分けて、2領域において上位・下位運動ニューロン徴候を示す所見があればprobable、3領域にあればdefiniteとするわかりやすいものであった。しかしEl Escorial基準ではprobable以上と診断される感度が非常に低く、筋電図所見を加えるべきとの意見が強く出されたため1998年に筋電図所見を加えた改訂El Escorial基準（別名、Airlie House基準）が作成された。さらに2008年に国際臨床神経生理学会から筋電図での脱神経所見と臨床的な筋萎縮とを等価と判断する提言（Awaji基準）がなされた。2014年にはUpdated Awaji基準が提唱された。2019年にオーストラリアのゴールドコーストでGold Coast ALS診断基準が作成された。これは体の一部位に進行性の上位運動・下位運動症候があり、他の原因が除外されればALSと診断できる。この診断基準の正確度もすでに報告されている。
上記の診断基準はあくまでも治験用の基準であり、日常診療用に作成されたものではない。そのため、進行速度や臨床像、画像などから筋萎縮性側索硬化症以外に考えにくいと判断すれば、その時点で筋萎縮性側索硬化症との診断を伝えるのが望ましいと考えられている。

## 鑑別診断
古典型筋萎縮性側索硬化症の鑑別疾患には変形性脊椎症、多巣性運動ニューロパチー、封入体筋炎、脊髄性筋萎縮症、平山病、キアリⅠ型奇形などがあげられる。

### 変形性頚椎症
変形性頚椎症では感覚障害や筋力低下、筋萎縮などの症状が緩徐に進行し、以後停止性になることが多いが、しばしば数ヶ月程度の比較的急速に筋萎縮が出現する。症状の発現が体位や姿勢と関連しており、頸部の進展や屈曲などの運動で上肢あるいは手指にしびれや疼痛が出現することが多い。さらに変形性頚椎症では臥上安静で症状の改善をみることが多い。筋萎縮性側索硬化症では安静で症状は軽快しない。また変形性頚椎症では球麻痺症状は認められない。
flail arm型の筋萎縮性側索硬化症とキーガン型頚椎症性筋萎縮症はしばしば鑑別が困難である。キーガン型頚椎症性筋萎縮症は硬膜下でC4、C5、C6、特にC5とC6の前根のみ障害される頚椎症の特殊なタイプである。棘上筋、棘下筋、三角筋、上腕二頭筋、腕撓骨筋などの上肢近位部や肩甲帯の筋力低下や筋萎縮が主徴である。感覚障害や長経路徴候は認められない。
頚椎症と筋萎縮性側索硬化症の鑑別のポイントとして下記の内容が知られている。
感覚障害
筋萎縮性側索硬化症では体の痛みや手指などが一枚皮に覆われた感じなど自覚的な感覚障害がしばしば認められるが、他覚的感覚障害は認められない。一方、頚椎症では病変レベルに一致した自覚的および他覚的感覚障害がみられ、特に他覚的感覚障害の存在は筋萎縮性側索硬化症との鑑別に重要である。
線維束性収縮
筋萎縮性側索硬化症では早期に顔面筋（特にオトガイ筋）や四肢筋で約90％の頻度で認められるが、頚椎症ではほとんど認められない。
解離性小手筋萎縮症
解離性小手筋萎縮症（split hand）は筋萎縮性側索硬化症で特徴的に認められる。
上位運動ニューロン症状
頚椎症の好発部位は下部頚椎である。下顎反射の亢進、頭後屈反射の出現、肩甲上腕反射の変法（Shimizu）の亢進は頚椎症よりも筋萎縮性側索硬化症を疑う。
頸部筋の筋力低下
頚椎症の好発部位は下部頚椎である。そのため頚椎症では頸部筋の筋力が保たれることが多いが筋萎縮性側索硬化症では頸部筋の筋力低下をきたす。
副神経支配筋の針筋電図
上部僧帽筋や胸鎖乳突筋の脱神経所見は頚椎症では通常は認められない。
短期間の体重減少
筋萎縮性側索硬化症ではしばしば短期間の体重減少が認められる。

### 変形性腰椎症
椎間板ヘルニアによるL5あるいはS1の神経根症はflail leg型筋萎縮性側索硬化症に類似することがある。L5の神経根障害では前脛骨筋の筋力低下が認められるがL5領域の感覚障害が認められること。S1の神経根症では腓腹筋の筋力低下が認められるがS1領域に感覚障害が認められることから鑑別可能である。またラセーグ徴候など根障害の誘発試験も参考になる。

### 多巣性運動ニューロパチー
非対称性かつ多巣性の筋力低下が前腕や手など上肢遠位部に起こり、緩徐に進行する。脊髄性筋萎縮症と鑑別が必要になる。多巣性運動ニューロパチーの場合は発症後数年しても屈筋群と伸筋群で筋力低下に差があること、脱髄性病変のため筋力低下の割に筋萎縮が軽度である点が鑑別の手がかりになる。神経伝導検査で伝導ブロックが認められる点が鑑別となる。

### 球脊髄性筋萎縮症
球脊髄性筋萎縮症では舌萎縮が目立つ割に舌運動機能が保たれ構音障害が目立たない点が特徴である。神経伝導検査では球脊髄性筋萎縮症はCMAPの軽度低下に比較して腓腹神経でのSNAPの低下や誘発不能など感覚神経の障害が高率に認められるのに対して筋萎縮性側索硬化症では通常は感覚神経の生涯はみられないか、みられても軽度である。球脊髄性筋萎縮症の下肢筋のMRIでは大腿筋では半膜様筋、大腿二頭筋長頭、および外側広筋などに萎縮が認められるが、大腿直筋、縫工筋および薄筋は比較的保たれ、腓腹部では内・外側腓腹筋とヒラメ筋が選択的に萎縮する。他方、筋萎縮性側索硬化症での筋萎縮の分布はびまん性であり両者の鑑別になる。

### 平山病
一側優位の手と前腕筋に萎縮が認められることから、上位運動ニューロン障害が認められない進行性筋萎縮症との鑑別が必要になる。平山病は若年性一側性筋萎縮症とも呼ばれ、好発年齢は15～17歳であり孤発性の筋萎縮性側索硬化症よりも発症が若年であり圧倒的に男性が多い。小指外転筋が母指球と比較してより高度に障害されることが多く、筋萎縮の分布は尺骨神経麻痺に類似する。平山病は頸部前屈時に脊髄硬膜管後壁が前方に移動して下部頸髄を反復性に圧迫して生ずる脊髄前角の虚血性病変によるものである。CTミエログラフィーやMRIで確認ができる。

### キアリⅠ型奇形
キアリⅠ型奇形は小脳扁桃が大後頭孔に嵌頓して延髄を背側から圧迫する奇形である。小脳扁桃による延髄への圧迫が軽度の時は舌萎縮を伴わずに嚥下障害のみきたすが、延髄の圧迫が強い場合は舌下神経核も圧迫障害され舌萎縮が生じる。この場合は進行性球麻痺型と鑑別が必要になる。キアリⅠ型奇形では四肢の筋力低下や筋萎縮が認められないこと、病的反射が認められないこと、四肢で針筋電図の異常が認められないことが鑑別の手がかりになる。キアリⅠ型奇形は手術で症状が軽快する。脳幹部矢状断でMRI撮影によって診断可能である。

### 封入体筋炎
50歳以降の男性の発症が多く、緩徐進行性の非対称性の筋力低下（近位筋、遠位筋）および球麻痺症状（嚥下障害）がみられる。筋萎縮性側索硬化症では初期に解離性小手筋萎縮がみられ下肢では遠位筋の筋力低下がみられるのに対して、封入体筋炎では上肢で手指および手首の屈筋優位の筋力低下、特に長母指屈筋の筋力低下がみられ、下肢では大腿屈筋よりも大腿四頭筋優位に筋力低下がみらるのが特徴である。MRIでは大腿四頭筋、前腕の深指屈筋の萎縮が特徴である。

## 治療
2024年12月時点で、根治的治療法は確立されていないものの、複数の薬剤により病状の進行を遅らせることが可能となっている。現在日本では4剤がALSの適応で保険承認されている。
リルゾール
リルゾール（Riluzole）はグルタミン酸遊離阻害作用、興奮性アミノ酸受容体との非競合的阻害作用、電位依存性Naチャネル阻害作用を有し、主にグルタミン酸による興奮毒性を抑制することで神経保護作用を発現すると考えられている。死亡あるいは人工呼吸器装着のための挿管または気管切開までの期間を生存期間と定義した場合、リルゾールの使用で生存期間は2～3ヶ月延長する。努力性肺活量60％未満に低下している場合は効果が期待できないため投与を行わない。日本では1999年3月に発売され、当時はALSに対し唯一保険適用が認められた薬剤として大きなインパクトを与えた。
エダラボン
日常生活が自立し、努力性肺活量80％以上の場合、エダラボンは機能障害進行の抑制効果が示されている。2015年6月、エダラボン（ラジカット）が「筋萎縮性側索硬化症における機能障害の進行抑制」として日本の厚生労働省に効能・効果の承認を受けた。2017年5月エダラボン（米国商品名：ラジカヴァ）がアメリカ食品医薬品局に「筋萎縮性側索硬化症」の適応で認可された。アメリカで筋萎縮性側索硬化症の新薬の認可は20年ぶりとなる。
メコバラミン
2024年9月24日、メコバラミンの高容量注射製剤（商品名：ロゼバラミン筋注用25mg）が厚生労働省が効能を承認。ALSの治療薬として日本で3剤目、エダラボン以来9年半ぶりの新薬となった。
企業治験で行った臨床第Ⅱ／Ⅲ相試験（761試験）は主要評価項目を達成できなかったが、サブ解析の結果、発病1年以内の症例に限ると中央値で600日以上の延命効果が認められた。そのため、治験対象者を発病1年以内の患者に限定し、徳島大学が主幹施設となり、「高用量メチルコバラミンの筋萎縮性側索硬化症に対する第 Ⅲ相試験 - 医師主導治験 - 」が実施された。同治験は徳島大学病院、千葉大学医学部付属病院など全国 25 施 設で実施された。発症から1年未満に治験登録された被験者を対象とした評価においては、メチルコバラミン 50mg の週 2 回筋肉内投与は、プラセボと比較して有意に生存期間を約 600 日延長、 症状の進行を抑制する効果が示唆された。
承認申請までの経過
- 2006年、臨床第Ⅱ／Ⅲ相試験（761試験）を開始[35]。

- 2015年5月、臨床第Ⅱ／Ⅲ相試験（761試験）の結果を基に独立行政法人医薬品医療機器総合機構（PMDA）に新薬承認申請[35]。

- 2016年3月、PMDAから追加試験が必要との判断され、新薬承認申請を取り下げ[35]。
- 2017年11月、医師主導第Ⅲ相試験（763試験）開始[36]。

- 2022年5月、メチルコバラミンの高用量製剤が、「筋萎縮性側索硬化症の病態及び機能障害の進行抑制を予定される効能又は効果」として、厚生労働省より希少疾病用医薬品に指定される[37]。

- 2024年
  - 1月26日、エーザイがPMDAにメコバラミン（メチルコバラミン）の高用量製剤承認申請[35][38]。
  - 8月26日、厚生労働省の薬事審議会・医薬品第一部会が承認を了承[39]。
  - 9月24日、厚生労働省が製造販売承認[28][33]。
  - 11月20日 - 薬価収載[40]。

トフェルセン
2023年4月25日、アメリカの製薬会社「バイオジェン」が開発したALSの治療薬「トフェルセン」をFDAが承認。「SOD1」と呼ばれる特定の遺伝子の変異が原因の遺伝性のALS患者が対象。対象となるのはALS患者の2%程度。2024年12月2日、厚生労働省の薬事審議会医薬品第一部会がトフェルセンの製造販売承認を了承、12月27日厚生労働大臣が製造販売承認をした。ALSの治療薬として、初めての根本的な原因に働きかける薬となる。商品名は「クアルソディ」。
（詳細はトフェルセンの項目を参照のこと）
強オピオイド
筋萎縮性側索硬化症の苦痛（呼吸苦など）にはモルヒネが有効である。おおむね、がん治療で用いる量の半量が目安となる。
パワードスーツによるリハビリ
2016年1月28日中央社会保険医療協議会で、パワードスーツであるHALの保険収載が決定し、2016年4月保険収載された。生体電位信号に基づき下肢の動きを助けつつ歩行運動を繰り返すことで、歩行機能を改善する効果が見込める。

## 臨床試験薬・臨床研究薬

### 抗AMPA型グルタミン酸受容体非競合型拮抗薬
2016年6月、東京大学のグループがAMPA型グルタミン酸受容体の拮抗薬であり、日本で既に抗てんかん薬として認可されている「ペランパネル」がALSの治療薬としても発症原因に根ざし、高い治療効果があると発表し、2016年6月28日付けの英国科学誌「Scientific Reports」に掲載された。2017年4月から日本国内で治験が開始された。

### iPS細胞の援用による治療の可能性
京都大学iPS細胞研究所の井上治久教授らはALS患者から採取した皮膚細胞から人工多能性幹細胞（iPS細胞）を作り運動神経の細胞に変化させたところ変性TARDBP-43が蓄積し神経突起の成長を抑制していることを突き止めた。これに対しアナカルジン酸を投与すると変性TARDBP-43が減少し、突起の成長が促されることを確認した。これは将来的なALS治療の可能性を示唆するものである。

#### ボスチニブ
2017年5月25日の報道において、iPS細胞を使い白血病の治療薬「ボスチニブ」に進行を抑制する効果があることを井上らが突き止め、マウスによる実験で有効性も確かめられた。SOD1遺伝子の変異のある家族性ALSにも孤発性ALSどちらにも効果を認めた。同研究は米医学誌「Science Translational Medicine」掲載された。
2019年3月26日、京都大学iPS研究所のチームが「ボスチニブ」を使った安全性を評価する医師主導の臨床試験（治験）を始めたと発表した。
2021年9月30日、治験の結果が発表された。治験では、比較的初期のALS患者を対象とし、「ボスチニブ」をおよそ3カ月間飲んだ患者9人のうち、5人で、病気の進行が止まった。ALSの進行を食い止めた例は「世界初」とみられる。今回の治験は安全性を確かめるのが主な目的で、少人数のため、効果があったかどうか統計的な判定はできない。
2022年4月15日、京都大学iPS細胞研究所などのチームは、ALS患者を対象にボスチニブの有効性および安全性を評価することを目的とした第2相医師主導治験を開始したと発表した。第2相医師主導治験は、多施設共同非盲検試験。20歳以上75歳以下のALS患者25例の対象にボスチニブの24週間投与時の有効性および安全性を探索的に評価することを目的に実施される。京都大学医学部附属病院、北里大学病院、鳥取大学医学部附属病院、奈良県立医科大学附属病院等の7施設で実施される予定。
2024年6月12日、京都大学iPS細胞研究所などのチームは、第2相臨床試験の結果を発表、少なくとも半数にALSの症状の進行の抑制が確認されたとし、有効性に関する基準において、主要評価項目2つを達成し、副次評価項目の2つのうち1つは満たさなかったものの、1つは達成したとした。第2相臨床試験は多施設（京都大学、徳島大学、北里大学、鳥取大学、奈良県立医科大学、東邦大学、広島大学）で、1日に1回、24週にわたり比較的軽症の26人（40代～60代男女）に投与し、データは別のALS治療薬の治験のプラセボ(偽薬)などと比較した。

#### ロピニロール
2018年（平成30年）12月から慶応義塾大学の岡野栄之教授らの研究チームは、筋萎縮性側索硬化症の治療につながる候補薬として、患者のiPS細胞から神経細胞をつくり病気を再現しパーキンソン病の薬であるロピニロール塩酸塩（商品名：レキップ錠）に効果を発見し、患者に投与する臨床試験（治験）を始めた。今後、少なくとも6カ月間投与して安全性などを確かめる。同研究は2014年にブームになったアイス・バケツ・チャレンジにより日本ALS協会に寄せられた寄付の一部から研究費の交付を受けており、ネイチャー誌に掲載された論文の謝辞にIBC grant from the Japan ALS Associationと明記されている。
2021年5月20日、治験の結果が発表された。これによれば、病気の進行を、およそ7ヵ月遅らせることができ、家族性ALSの患者だけでなく、ALSの大多数を占める孤発性の患者のおよそ70％にも効果がある可能性が示された。
2023年4月26日、慶応大学とREADYFORが業務提携を行い、慶応大学公認クラウドファンディング第1号としてALSに対するロピニロールの効果についてのバイオマーカー、サロゲートマーカー開発のための資金を募集し、目標3000万円のところ、期限までに約4400万円が集まった。
2023年6月2日、慶応大学の研究チームは、1万人以上のALS患者の病状を登録している国際的なデータベースを使い、改めて治験の結果を詳細に比較検討したところ、１年間の服用で病気の進行を約7カ月遅らせられることが判明し、既存薬を上回る有効性だったことを発表した。研究チームは「2024年にも第3相臨床試験を行い、順調に進めば数年後の実用化を目指す」としている。

### ミューズ細胞による細胞治療
2021年1月28日、三菱ケミカルホールディングスの子会社である生命科学インスティテュートは点滴すると損傷部位にあつまり修復するミューズ細胞の特性を利用した細胞製剤の治験を開始すると発表した。

## 予後
発症から死亡もしくは侵襲的換気（人工呼吸器）が必要となるまでの期間の中央値は20～48ヶ月であると報告されている。しかし10％程度の患者が発症後1年以内に死亡する一方で、5～10％の患者が発症10年後に生存している。経過には相当な個人差がある。
人工呼吸器が必要になったときに、障害福祉サービスを使い必要な公的な介護体制が組めるかどうかが経過に大きく影響する。必要な介護サービスを受けるという選択肢をさまざまな理由で選べず、死を選ばざるを得ない場合が少なくない。

## 歴史
初めて報告されたのは1869年シャルコー（Jean-Martin Charcot）らによって、日本では1891年の中村 による。
シャルコーとJoffroy A（仏国）がALSを明確に記載した1869（明治2）年から23年後の1892（明治25）年に第三高等中学校医科（今日の岡山大学医学部）を卒業したばかりの新人医局員である渡邊榮吉は、「筋萎縮性側索硬変症ノ実験」として日本での完結されたALS論文として第3報目を報告しているが、翌1893（明治26）年に日本におけるALS＋認知症合併の嚆矢論文とされる「皮質運動性失語症ト延髄球麻痺及進行性筋萎縮ヲ合併セル一患者ニ就テ」を発表した。この論文中では、岡山県中庄村の男性が1年の経過で進行性に言語不明、右手で箸を取れず、嚥下困難となり41歳で受診した。患者は常に笑い表情を呈し、口笛は吹けず、指で鼻腔を閉鎖して灯火を吹き消し、舌は動きが悪く萎縮が認められた。固体よりも液体での嚥下障害が強いが、舌のfasciculationの記載はない。両上肢共に拇指球と小指球、骨間筋の甚だしい萎縮が見られ、次いで上腕、前腕、および肩甲筋萎縮が認められた。上肢の腱反射についての記載はない。一方、下肢については異常なく、腱反射も亢進していなかったとしている。また自発言語が不能で、書字障害が特徴的であり、漢字より仮名の障害を強く認めるが、読字や言語理解そのものは異常なかったとしている。記載はないが、復唱は著明な球麻痺のため不可能であったろう。書字と書き取りにおいてはパラグラフィーとしている。
渡邊論文の2年後の1895（明治28）年に、川原汎は「筋萎縮性側索硬結患者ノ供覧」のタイトルで39歳男性患者を報告している。尾張国東春日井郡在住で、父親が2～3年前より老人性震顫あり。37歳時より鼻声で発症し、次第に言語障害、感情易変を来して来院した。診察上は、愁哀と驚愕を合併した顔貌、舌は皺襞多く繊維性攣縮あり、液体嚥下に障害あり、両上肢萎縮あり、下肢は膝蓋腱反射が非常に亢進していた以外は特変ない。項末で「唯言語ノ末梢的運動部麻痺ノ為メニ障害アルノミナラス、言談ヲ為スニ非常ニ労スル、発汗淋漓タリ」であるが、筆談は外来流暢であろうが震顫のため平安ならずと記載している。本論文当時とて痴呆症や失語症などといった明確な記載はないが、前述の渡邊論文に続いて日本で第2番目にALS＋高次機能障害の存在を示唆した意義がある。
ALSはmotor system内のclinical variationは有るものの、臨床的にはほぼmotor neuron selectiveな変性疾患であるといって良い。しかし病理学的にあるいは人工呼吸器による長期生存例ではmotor system以外に病変の拡がりを見出すことが出来るので、本質的にはmotor neuron predominantな多系統障害性疾患であるというべきである。実際例えば中脳黒質はALS患者でも遺伝子導入ALSモデルマウスでもしばしば病理学的には障害されるが、ALS患者が臨床的にパーキンソン症状を来すことは上述のALS/PDCを除いて一般的ではない。また多系統萎縮症（multisystematrophy; MSA）は小脳症状とパーキンソン症状、自律神経症状の3要素が異なる割合で混在しつつ進行して行くが、motorsystemが腱反射亢進以外で4番目の主要臨床要素となることも通常ない。これらALSにおけるmotor system以外の多系統障害性については既にALS-Plus syndromeなどとして多数報告されており、認知症合併についても示唆した通りである。しかしながらALSあるいはMNDにおける小脳障害性や末梢知覚神経障害性については、これまで十分検討されて来たとはいえない。このうちALS剖検例において、日本で初めて小脳系の異常に着目したのは1902（明治35）年の三浦謹之助論文「筋萎縮性側索硬化症ニ就テ」である。ALSと小脳性運動失調の臨床的合併については、1940（昭和15）年に東インド会社管轄で蘭国植民地だったジャワ島からVerhaart WJCによる報告が嚆矢とされている。下肢脱力で発症し後に小脳性運動失調を呈して10年の経過で45歳で死亡した原住民男性患者の剖検所見は、ALS病理に加えて淡蒼球視床下核黒質系と小脳歯状核の障害を認めた。それに続いて日本から1956（昭和31）年に東大の中村・黒岩らはOPCA（olivoponto cerebellar atrophy、今日でいうMSA-C）症例の2剖検でmotor systemの障害を確認した。次いで1958（昭和33）年に東北大学精神科の萱場・前田が球麻痺で発症し経過14ヶ月で死亡したALS＋小脳性運動失調患者の剖検でALS病理に加えてOPCAの定型的病理所見を合併した1例を報告した。1986（昭和61）年には東大のHayashi Y・Iwata Mらは、52歳時に小脳性運動失調で発症しALS症状を続発して58歳で死亡した男性剖検例を報告し、典型的なALS病理に加えてspino-ponto-cerebellar systemの障害を指摘した。その後も日本からは、名古屋から村上・吉田・橋詰・高橋らが、福岡から堀内・古谷・小林・楠らが、また岡山からManabe Y・Abe Kらが同様の報告を重ねて来た。しかしこれらはいずれも孤発例であり、遺伝性の症例ではない。

### 別名
発見者名にちなみシャルコー病（Charcot病） やMLBの国民的人気選手であったルー・ゲーリッグ（1941年に死亡）がこの病気に罹患したことから別名「ルー・ゲーリッグ病（Lou Gehrig's disease）」とも呼ばれ、彼の死後に公開された映画『打撃王』（原題: The Pride of the Yankees）などによって、主にアメリカ合衆国で一気に知られるようになった。ゲーリッグの死は「Chronic traumatic encephalomyopathy」(CTEM)という頭部外傷による別の疾患であったとの説も唱えられている。（この可能性を指摘する研究者もCTEMは特殊な状態の組み合わせでしか発症しない極めて稀な病気であるためにその可能性は依然低いままだとはのべているが。）。
紀伊半島南部はALS多発地域として知られており、現地では牟婁（むろ）病とも呼ばれている。

### 意思の疎通
人工呼吸器装着に伴い、会話ができなくなると、眼球運動を介助者が読み取り文字盤を利用する（アイトラッカー）などしてコミュニケーションを行う。また、本人の意思による筋の収縮、あるいは脳波などが検知できる場合は、重度障害者用意思伝達装置の使用が検討される。導入効果は早期であるほど高い。
発話障害が進行する前に声を録り貯めておき、のちのちの音声コミュニケーションで生かす取り組みがある。

### 脳震盪とALS
頭部への衝撃によってALSと臨床的に区別できない類似の病態がもたらされるとの説が近年唱えられている。

### アイス・バケツ・チャレンジ
2014年にアメリカ合衆国で始まったALS支援運動。バケツに入った氷水を頭からかけている様子を撮影し、それをFacebookなどの交流サイトで公開する、あるいは100ドルをALS支援団体に寄付する、あるいはその両方を行うかを選択する。そして次にやってもらいたい人物を3人指名し、指名された人物は24時間以内にいずれかの方法を選択するというもの。

## ALSに罹患した著名人
生年順に記載。太字は存命人物
- レッドベリー（1888年 - 1949年）- 歌手
- フリードリヒ・パウルス（1890年 - 1957年）- ドイツ国防軍陸軍元帥
- 毛沢東（1893年 - 1976年）- 初代中国共産党中央委員会主席
- マクスウェル・D・テイラー（1901年 - 1987年）- アメリカ陸軍軍人、外交官
- ルー・ゲーリッグ（1903年 - 1941年）- 野球選手[86][94]
- 米原昶（1909年 - 1982年） - 元衆議院議員
- デヴィッド・ニーヴン（1910年 - 1983年）- 俳優
- モリー・シュワルツ（1916年 - 1995年）- 社会学者、作家、ALSを題材としたノンフィクション「モリー先生との火曜日」の主人公
- 川島雄三（1918年 - 1963年）- 映画監督
- イザード・チャールズ（1921年 - 1975年）- プロボクシング元世界ヘビー級王者
- チャールズ・ミンガス（1922年 - 1979年）- ジャズミュージシャン
- 斉藤節（1930年 - 2004年） - 元衆議院議員、化学者
- 篠沢秀夫（1933年 - 2017年）- フランス文学者
- 金丸邦三（1933年 - 2015年）- 中国文学者
- 石川緑（1934年 - 2004年）- 野球選手
- 折笠美秋（1934年 - 1990年）- 俳人、新聞記者
- 土橋正幸（1935年 - 2013年）- 野球選手、監督
- レイン・スミス（1936年 - 2005年）- 俳優
- 瑳川哲朗（1937年 - 2021年）- 俳優
- ロバータ・フラック（1937年 - 2025年）- 歌手[95]
- 徳田虎雄（1938年 - 2024年）- 医師、元衆議院議員
- 吉田玉幸（1938年 - 2007年）- 文楽人形遣い
- 櫻井武次郎（1939年 - 2007年）- 日本文学者
- 林紀子（1940年 - 2022年） - 元参議院議員、元アナウンサー
- ハンス・フォンク（1942年 - 2004年）- 指揮者
- スティーヴン・ホーキング（1942年 - 2018年）- 理論物理学者
- 佐伯チズ（1943年 - 2020年） - 美容アドバイザー[96]
- 芦原英幸（1944年 - 1995年）- 空手家
- 谷川彰英（1945年 - ） - 教育学者、ノンフィクション作家
- キャットフィッシュ・ハンター（1946年 - 1999年）- 野球選手[86]
- 木下光男（1946年 - 2013年）- 豊田通商会長、トヨタ自動車副社長
- ジョルジュ・ベレタ（1946年 - 2023年）- 元フランス代表サッカー選手。
- 佐々木公一（1947年 - ）- NPO法人「わの会」理事長、NPO法人在宅ケアを支える会理事長
- トニー・ジャット（1948年 - 2010年）- 歴史学者
- ダン・トーラー（英語版）（1948年 - 2013年）- ギタリスト、元オールマン・ブラザーズ・バンドメンバー
- 加藤則芳（1949年 - 2013年）- 作家
- 勝見洋一（1949年 - 2014年）- 美術鑑定家、料理評論家
- ヤドランカ・ストヤコヴィッチ（1950年 - 2016年）- シンガーソングライター
- ビョルエ・サルミング（1951年 - 2022年）- スウェーデンのアイスホッケー選手
- 杉山知之（1954年 - ）- 教育者、デジタルハリウッド学校長
- マイク・ポーカロ（1955年 - 2015年） -ベーシスト、元TOTOメンバー[97]
- 渡辺松男（1955年 - ）- 歌人
- 大平まゆみ（1957年 - ）- 音楽家（バイオリン奏者）[98]
- 舩後靖彦（1957年 - ）- 参議院議員
- ドワイト・クラーク（1957年 - 2018年）-　アメフト選手
- ブラッド・ドルーエット（英語版）（1958年 - 2013年）- テニス選手、男子プロテニス協会会長
- 岡部宏生（1958年 - ）- 第五代日本ALS協会会長、社会運動家[99]
- 遠藤嘉信（1959年 - 2007年）- 牧師
- 津久井教生（1961年 - ） - 声優[100]
- ステファン・ヒーレンバーグ（1961年 - 2018年） - アニメーター
- カーラ・ジルベール・スミス（1962年 - 2010年）- 女優、コメディアン、歌手
- 池上蓮（1964年? - 2013年）- パチンコ雑誌ライター
- ステファノ・ボルゴノーヴォ（1964年 - 2013年）- サッカー選手
- ジェイソン・ベッカー（1969年 - ）- ギタリスト、作曲家、元カコフォニーメンバー
- スタニスラフ・グロス（1969年 - 2015年） - 政治家
- エリック・デイン（1972年 - ） - 俳優
- s@ko（1975年 - 2019年） - 宮崎のローカルタレント、ラジオパーソナリティ
- 恩田聖敬（1978年 - ）- 元FC岐阜社長[101]
- マリウス・ジャリウーカス（1983年 - 2020年）- サッカー選手
- ルートン・シェルトン（1985年 - 2021年）- サッカー選手
- 武藤将胤（1986年 - ） - 実業家、DJ、一般社団法人WITH ALS代表理事
- ジュリアーノ勝又（勝又隆一）（生年未公表 - 2024年） - キーボーディスト、米米CLUB元メンバー[102]

## 関連作品
漫画
- 『宇宙兄弟』 - 小山宙哉による作品。2012年、実写映画およびテレビアニメ化。2014年、アニメ映画が制作された。 また、本作の登場人物にちなみ「せりか基金」が設立された。

テレビドラマ
- 『僕のいた時間』 - 2014年1月 - 3月に放送された。

## 参考資料
- 筋萎縮性側索硬化症診療ガイドライン2013 日本神経学会
- 阿部康二、「日本におけるamyotrophic lateral sclerosis(ALS)の初期論文とその今日的考察」『臨床神経学』 57巻 4号 2017年 p.153-162, doi:10.5692/clinicalneurol.cn-001000
- 阿部康二、「日本におけるamyotrophic lateral sclerosis（ALS）関連疾患の初期論文とその今日的展開」『臨床神経学』 58巻 3号 2018年 p.141-165, doi:10.5692/clinicalneurol.cn-001095
- 患者向医薬品ガイド リルテック錠50 サノフィ株式会社